# Cerre-lès-Noroy
Cerre-lès-Noroy är en kommun i departementet Haute-Saône i regionen Bourgogne-Franche-Comté i östra Frankrike. Kommunen ligger i kantonen Noroy-le-Bourg som tillhör arrondissementet Vesoul. År 2022 hade Cerre-lès-Noroy 238 invånare.

## Befolkningsutveckling
Antalet invånare i kommunen Cerre-lès-Noroy
| Referens: INSEE |